# Orwin
Orwin es un lugar designado por el censo ubicado en el condado de Schuylkill en el estado estadounidense de Pensilvania. En el Censo de 2010 tenía una población de 314 habitantes y una densidad poblacional de 317,25 personas por km².

## Geografía
Orwin se encuentra ubicado en las coordenadas 40°35′2″N 76°31′53″O / 40.58389, -76.53139. Según la Oficina del Censo de los Estados Unidos, Orwin tiene una superficie total de 1.59 km², de la cual 1.59 km² corresponden a tierra firme y (0%) 0 km² es agua.

## Demografía
Según el censo de 2010, había 314 personas residiendo en Orwin. La densidad de población era de 317,25 hab./km². De los 314 habitantes, Orwin estaba compuesto por el 100% blancos, el 0% eran afroamericanos, el 0% eran amerindios, el 0% eran asiáticos, el 0% eran isleños del Pacífico, el 0% eran de otras razas y el 0% pertenecían a dos o más razas. Del total de la población el 0.96% eran hispanos o latinos de cualquier raza.